# 쓰치야 다다나오
쓰치야 다다나오(일본어: 土屋忠直, 1582년 ~ 1612년 4월 24일)는 아즈치모모야마 시대부터 에도 시대 전기까지의 무장, 다이묘이다. 가즈사 구루리 번 초대 번주를 지냈다.
다케다씨의 가신 쓰치야 마사쓰네(土屋昌恒)의 장남으로 태어났다. 부친은 고슈 정벌(甲州征伐) 당시 주군 다케다 가쓰요리를 따라 순사했다.
| 전임 오스가 다다마사 | 제1대 구루리 번 번주 (쓰치야가) 1602년 ~ 1612년 | 후임 쓰치야 도시나오 |